# Ub (Serbia)
Ub (in serbo Уб?) è una città e una municipalità del distretto di Kolubara nel nord-ovest della Serbia centrale. Vi è nato il calciatore jugoslavo Dragan Džajić.